# Mount Vernon (Indiana)
Pour les articles homonymes, voir Mount Vernon (homonymie).
La ville de Mount Vernon est le siège du comté de Posey, dans l’État d’Indiana, aux États-Unis. Lors du recensement de 2010, elle comptait 6 687 habitants. Elle est située sur les rives de la rivière Ohio.

## Histoire
La localité tient son nom de Mount Vernon, la résidence de George Washington.
Elle est le siège du comté de Posey depuis 1825, et la plus grande ville de ce comté. Le nom du comté vient de Thomas Posey, général de la Révolution américaine, et gouverneur du Territoire de l'Indiana.
Mount Vernon fut d'abord appelé McFaddin's Bluff. Son nom actuel apparaît en 1818, comme appellation du bureau de poste.

## Source
- (en) Cet article est partiellement ou en totalité issu de l’article de Wikipédia en anglais intitulé « Mount Vernon, Indiana » (voir la liste des auteurs).